# Botond Baráth
Botond Baráth (Budapest, 21 aprile 1992) è un calciatore ungherese, difensore del Vasas.

## Caratteristiche tecniche
Terzino sinistro di grande spinta può essere impiegato anche come difensore centrale.

## Carriera

### Club
Muove i primi passi nel Dunakeszi squadra dell'omonima cittadina della Contea di Pest fino al 2002 anno del suo passaggio all'Újpest con cui vi rimane per sei anni prima di approdare ad un'altra squadra della capitale, l'Honvéd. Con la squadra rossonera milita per alcuni anni nella squadra riserve con cui in tre stagioni colleziona 42 presenze, alternandosi saltuariamente in prima squadra esordendo a diciotto anni nella sfida di Coppa d'Ungheria persa per 2-1 contro il Zalaegerszeg. Nella stagione 2012-13 sotto la guida del mister Marco Rossi insieme a lui vengono promossi molti giovani in prima squadra anche per via della politica del club di puntare sui giovani, facendo il suo esordio in campionato alla prima giornata nella vittoria esterna avvenuta per 1-0 ai danni del Siófok, segnando la prima rete con il club di Kispest nella vittoria per 5-3 contro il Kaposvár. Nel corso della stagione e negli anni successivi diventa un punto di riferimento della difesa del club. Il 27 maggio 2017 dopo aver vinto lo scontro al vertice per 1-0 contro il Videoton si laurea insieme al resto della squadra campione d'Ungheria. Nel mese di ottobre 2018 raggiunge il traguardo delle 200 presenze con il club rossonero.
Nel gennaio 2019 dopo undici anni e 211 presenze con 12 reti messe a segno, firma un contratto con gli statunitensi dello Sporting Kansas City ritrovando i connazionali Krisztián Németh e Daniel Salloi. Fa il suo esordio già alla prima giornata di campionato contro il Los Angeles FC, debuttando tre giorni dopo anche nella CONCACAF Champions League. Segna la sua prima rete il 26 agosto nella sconfitta contro i Minnesota United, chiude la sua prima stagione in terra americana giocando titolare con 21 presenze e due reti. Nella stagione successiva con il propagarsi del COVID-19 e con il blocco del campionato da parte della federazione non colleziona presenze ufficiali.
L'11 luglio 2020 a distanza di due stagioni ritorna all'Honvéd.

### Nazionale
Ha esordito con la nazionale ungherese nel 2008 raccogliendo quattro presenze fino al 2009 con l'Under-18, dal 2010 ha fatto parte dell'Under-19 con la quale scende in campo in tre occasioni, in mezzo c'è un trascorso con l'Under-20, invece dal 2012 fa parte dell'Under-21 con la quale gioca le qualificazioni agli europei di categoria. Dal 2018 con il cambio di allenatore viene chiamato da Marco Rossi suo tecnico all'Honvéd in nazionale maggiore, facendo il suo esordio il 15 ottobre contro l'Estonia.

## Statistiche

### Presenze e reti nei club
Statistiche aggiornate al 30 agosto 2017.
| Stagione                    | Squadra                     | Campionato                  | Campionato | Campionato | Coppe nazionali | Coppe nazionali | Coppe nazionali | Coppe continentali | Coppe continentali | Coppe continentali | Altre coppe | Altre coppe | Altre coppe | Totale | Totale |
| Stagione                    | Squadra                     | Comp                        | Pres       | Reti       | Comp            | Pres            | Reti            | Comp               | Pres               | Reti               | Comp        | Pres        | Reti        | Pres   | Reti   |
| --------------------------- | --------------------------- | --------------------------- | ---------- | ---------- | --------------- | --------------- | --------------- | ------------------ | ------------------ | ------------------ | ----------- | ----------- | ----------- | ------ | ------ |
| 2009-2010                   | Honvéd II                   | NBII                        | 14         | 0          | MK              | 0               | 0               | -                  | -                  | -                  | -           | -           | -           | 14     | 0      |
| 2010-2011                   | Honvéd II                   | NBII                        | 16         | 0          | MK              | 1               | 0               | -                  | -                  | -                  | -           | -           | -           | 17     | 0      |
| 2011-2012                   | Honvéd II                   | NBII                        | 22         | 0          | MK              | 2               | 0               | -                  | -                  | -                  | -           | -           | -           | 24     | 0      |
| 2012-2013                   | Honvéd II                   | NBII                        | 4          | 0          | -               | -               | -               | -                  | -                  | -                  | -           | -           | -           | 4      | 0      |
| 2013-2014                   | Honvéd II                   | NBIII                       | 2          | 1          | -               | -               | -               | -                  | -                  | -                  | -           | -           | -           | 2      | 1      |
| 2014-2015                   | Honvéd II                   | NBIII                       | 5          | 0          | -               | -               | -               | -                  | -                  | -                  | -           | -           | -           | 5      | 0      |
| Totale Honvéd II            | Totale Honvéd II            | Totale Honvéd II            | 63         | 1          |                 | 3               | 0               |                    | -                  | -                  |             | -           | -           | 66     | 1      |
| 2010-2011                   | Honvéd                      | NBI                         | 0          | 0          | MK+MLK          | 2+3             | 0+0             | -                  | -                  | -                  | -           | -           | -           | 5      | 0      |
| 2011-2012                   | Honvéd                      | NBI                         | 0          | 0          | MK+MLK          | 1+3             | 0+0             | -                  | -                  | -                  | -           | -           | -           | 4      | 0      |
| 2012-2013                   | Honvéd                      | NBI                         | 21         | 1          | MK+MLK          | 5+5             | 1+0             | UEL                | 1                  | 0                  | -           | -           | -           | 32     | 2      |
| 2013-2014                   | Honvéd                      | NBI                         | 24         | 0          | MK+MLK          | 3+1             | 0+0             | UEL                | 3                  | 0                  | -           | -           | -           | 31     | 0      |
| 2014-2015                   | Honvéd                      | NBI                         | 19         | 1          | MK+MLK          | 3+7             | 1+0             | -                  | -                  | -                  | -           | -           | -           | 29     | 2      |
| 2015-2016                   | Honvéd                      | NBI                         | 30         | 3          | MK              | 2               | 1               | -                  | -                  | -                  | -           | -           | -           | 32     | 4      |
| 2016-2017                   | Honvéd                      | NBI                         | 22         | 0          | MK              | 3               | 0               |                    | -                  | -                  | -           | -           | -           | 25     | 0      |
| 2017-2018                   | Honvéd                      | NBI                         | 27         | 1          | MK              | 6               | 1               | UCL                | 2                  | 1                  | -           | -           | -           | 35     | 3      |
| 2018-2019                   | Honvéd                      | NBI                         | 16         | 0          | MK              | 0               | 0               | UEL                | 2                  | 1                  | -           | -           | -           | 18     | 1      |
| 2019                        | Sporting K.C.               | MLS                         | 21         | 2          | USOC            | 0               | 0               | CCL                | 3                  | 0                  | -           | -           | -           | 24     | 2      |
| 2020                        | Sporting K.C.               | MLS                         | 0          | 0          | USOC            | 0               | 0               | -                  | -                  | -                  | -           | -           | -           | 0      | 0      |
| Totale Sporting Kansas City | Totale Sporting Kansas City | Totale Sporting Kansas City | 21         | 2          |                 | 0               | 0               |                    | 3                  | 0                  |             | -           | -           | 24     | 2      |
| 2020-2021                   | Honvéd                      | NBI                         | 14         | 0          | MK              | 0               | 0               | UEL                | 2                  | 0                  | -           | -           | -           | 16     | 0      |
| 2021-2022                   | Honvéd                      | NBI                         | 15         | 0          | MK              | 3               | 1               | -                  | -                  | -                  | -           | -           | -           | 18     | 1      |
| Totale Honvéd               | Totale Honvéd               | Totale Honvéd               | 188        | 6          |                 | 47              | 5               |                    | 10                 | 2                  |             | -           | -           | 245    | 13     |
| Totale carriera             | Totale carriera             | Totale carriera             | 272        | 9          |                 | 50              | 5               |                    | 13                 | 2                  |             | -           | -           | 335    | 16     |

### Cronologia presenze e reti in nazionale
| Cronologia completa delle presenze e delle reti in nazionale ― Ungheria | Cronologia completa delle presenze e delle reti in nazionale ― Ungheria | Cronologia completa delle presenze e delle reti in nazionale ― Ungheria | Cronologia completa delle presenze e delle reti in nazionale ― Ungheria | Cronologia completa delle presenze e delle reti in nazionale ― Ungheria | Cronologia completa delle presenze e delle reti in nazionale ― Ungheria | Cronologia completa delle presenze e delle reti in nazionale ― Ungheria | Cronologia completa delle presenze e delle reti in nazionale ― Ungheria |
| Data                                                                    | Città                                                                   | In casa                                                                 | Risultato                                                               | Ospiti                                                                  | Competizione                                                            | Reti                                                                    | Note                                                                    |
| ----------------------------------------------------------------------- | ----------------------------------------------------------------------- | ----------------------------------------------------------------------- | ----------------------------------------------------------------------- | ----------------------------------------------------------------------- | ----------------------------------------------------------------------- | ----------------------------------------------------------------------- | ----------------------------------------------------------------------- |
| 15-10-2018                                                              | Tallinn                                                                 | Estonia                                                                 | 3 – 3                                                                   | Ungheria                                                                | UEFA Nations League 2018-2019 - 1º turno                                | -                                                                       |                                                                         |
| 15-11-2018                                                              | Budapest                                                                | Ungheria                                                                | 2 – 0                                                                   | Estonia                                                                 | UEFA Nations League 2018-2019 - 1º turno                                | -                                                                       |                                                                         |
| 18-11-2018                                                              | Budapest                                                                | Ungheria                                                                | 2 – 0                                                                   | Finlandia                                                               | UEFA Nations League 2018-2019 - 1º turno                                | -                                                                       | 42’ 52’                                                                 |
| 24-3-2019                                                               | Budapest                                                                | Ungheria                                                                | 2 – 1                                                                   | Croazia                                                                 | Qual. Euro 2020                                                         | -                                                                       |                                                                         |
| 8-6-2019                                                                | Baku                                                                    | Azerbaigian                                                             | 1 – 3                                                                   | Ungheria                                                                | Qual. Euro 2020                                                         | -                                                                       |                                                                         |
| 11-6-2019                                                               | Budapest                                                                | Ungheria                                                                | 1 – 0                                                                   | Galles                                                                  | Qual. Euro 2020                                                         | -                                                                       |                                                                         |
| 5-9-2019                                                                | Podgorica                                                               | Montenegro                                                              | 2 – 1                                                                   | Ungheria                                                                | Amichevole                                                              | -                                                                       | 46’                                                                     |
| 9-9-2019                                                                | Budapest                                                                | Ungheria                                                                | 1 – 2                                                                   | Slovacchia                                                              | Qual. Euro 2020                                                         | -                                                                       | 54’                                                                     |
| 13-10-2019                                                              | Budapest                                                                | Ungheria                                                                | 1 – 0                                                                   | Azerbaigian                                                             | Qual. Euro 2020                                                         | -                                                                       |                                                                         |
| 15-11-2019                                                              | Budapest                                                                | Ungheria                                                                | 1 – 2                                                                   | Uruguay                                                                 | Amichevole                                                              | -                                                                       | 72’                                                                     |
| 19-11-2019                                                              | Cardiff                                                                 | Galles                                                                  | 2 – 0                                                                   | Ungheria                                                                | Qual. Euro 2020                                                         | -                                                                       |                                                                         |
| Totale                                                                  |                                                                         | Presenze                                                                | 11                                                                      |                                                                         | Reti                                                                    | 0                                                                       |                                                                         |

## Palmares

### Club

#### Competizioni nazionali
- Campionato ungherese: 1

Honvéd: 2016-2017